# Aghcze Ghale
Aghcze Ghale (perski: اغچه قلعه) – wieś w Iranie, w ostanie Azerbejdżan Zachodni. W 2006 roku miejscowość liczyła 903 mieszkańców w 224 rodzinach.